# Juan Ignacio Laterza
Juan Ignacio Laterza (Necochea, Provincia de Buenos Aires, Argentina, 7 de mayo de 1997) es un baloncestista argentino que se desempeña como base en el Franca del Novo Basquete Brasil. Es hijo del entrenador de baloncesto Marcelo Laterza.

## Trayectoria

### Clubes
| Club                          | País      | Año             |
| ----------------------------- | --------- | --------------- |
| Huracán de Trelew             | Argentina | 2013 - 2017     |
| Ciclista Juninense            | Argentina | 2017 - 2018     |
| Atenas de Carmen de Patagones | Argentina | 2018 - 2019     |
| Estudiantes Concordia         | Argentina | 2019 - 2020     |
| Argentino de Junín            | Argentina | 2020 - 2021     |
| Ferro                         | Argentina | 2021 - 2023     |
| Titanes de Barranquilla       | Colombia  | 2023            |
| Oberá                         | Argentina | 2023 - 2025     |
| Franca                        | Brasil    | 2025 - Presente |